# Чигинский, Василий Валерьевич
Васи́лий Вале́рьевич Чиги́нский (род. 4 июня 1969, Ленинград) — российский кинорежиссёр, сценарист и продюсер.

## Биография
Ранние годы
Василий Чигинский родился в Ленинграде в семье с богатыми кинематографическими традициями.
Его отец, Валерий Чигинский, был режиссёром научно-популярного кино. Заслуженный деятель искусств РСФСР
Мама ,Галина Чигинская, является актрисой и одной из ведущих актрис по озвучиванию и дубляжу времен СССР и Российской Федерации.  Заслуженная артистка РСФСР.
Дедушка, Андрей Чигинский, стоял у истоков советского кинематографа, работая режиссёром, сценаристом художественного кино и театра. Заслуженный деятель искусств РСФСР
Семья
Чигинский Валерий Андреевич— отец, режиссёр научно-популярного кино
Чигинская Галина Евгеньевна— мама, актриса
Андрей Александрович Чигинский - дедушка, режиссёр
Чигинская Мария Валерьевна— сестра, филолог
Чигинская Василиса Васильевна — дочь, студентка
Женат, Подробности о личной жизни режиссёр не афиширует
Начало карьеры 1981-1997
Знания Чигинский получил в ленинградской школе с английским уклоном Красногвардейского района.
1981 г. Василий дебютировал как актер дубляжа, будучи еще 11 –летним мальчиком в фильме «Я заставлю Вас любить жизнь» -1978 г..  Франция
После окончания школы со 2 августа 1986 начал работу в кино в качестве ассистента режиссёра на киностудии «Леннаучфильм».
С 1987 по 1989 год служил в  Советской армии . На службе в советской армии Василий два года провёл на «точке» в Средней Азии, в пустыне Кара-Кум, г. Мары, Туркменская ССР.
В 1989 вернулся на «Леннаучфильм»,  где продолжил работать ассистентом режиссёра.
В 1990 году поступил на режиссёрский факультет Всероссийского государственного института кинематографии имени С. А. Герасимова (специальность «Режиссура игрового кино», мастерская профессора В. Н. Наумова), который окончил в 1995 году. 
Его дипломная работа — короткометражный иронический триллер «Я иду искать» (1995) — получила высшую оценку.
с 1991 года, параллельно с учёбой, Чигинский Василий начал снимать рекламные ролики, клипы, а также работать на телевидении.
В 1991—1997 годах работал в Творческом объединении «Экран», затем на РГТРК «Останкино», НТВ, 2х2 и МТК. 
Создатель более восемьсот рекламных роликов.

## Фильмография

### Режиссер
Режиссёр программы об искусстве «Профессионал» на 4-м канале. В 1991–1992 годах
Сотрудничал с Творческим объединением «Экран», затем на РГТРК «Останкино», НТВ, 2х2 и и другими телеканалами. В 1991-1997 годах
Режиссёр программы «Магия Моды» на канале МТК., работа во Франции 1997 -1998 годах
Ранние работы
2001 г. Короткометражный фильм «Красный стрептоцид» (драма о блокадном Ленинграде)
2005 г. Дебют в полнометражном кино -политический триллер с элементами боевика «Зеркальные войны. Отражение первое» (с участием голливудских актёров Малкольм Макдауэлл, Арманд Ассанте ,  Рутгер Хауэр  ).
Телевидение с коротким метром:
2010 г. «Москва, я люблю тебя!» (новелл а«Этюд в светлых тонах»)
2010 г. «9 мая. Личное отношение» (новелла«Слухач») - канал «Звезда»
2015 г. «9 мая. Личное отношение» (новелла «Мама») - канал «Звезда»
Сериалы
2008 г. Сериал «Морской патруль - 2» - 1-3 серии
2011 г. Сериал «Костоправ» -1,6,7 серии
2012 г. Сериал «Наружное наблюдение» - режиссер экшен и батальных сцен
2025 г. Сериал «Романовы. Преданность и предательство» -12 серий (историческая драма о последних годах жизни династии), в работе …
Документальное кино
2017 г. «Не дождётесь» (фильм о кругосветном походе подлодки С-56 в 1942 году)
2017 г. «Мистика войны. От первого лица» (истории о необъяснимых событиях на войне)
2019 г. «Сотня. Месопотамский рейд» (фильм о подвиге кубанских казаков)
Художественное кино
2005 г. Военная драма «Первый после Бога» (о подводниках времен ВОВ)
2017 г. Фильм «Аномалия» (семейное приключенческое кино)
2018 г. «Атака мертвецов: Осовец» (короткометражный фильм о героизме русских солдат в ПМВ)
2019 г. «Лев Яшин. Вратарь моей мечты» (о легендарном футболисте)
2021 г. «Герой 115»-  документально-игровой фильм  (о генерале Иване Рослом во времена ВОВ)
2025 г.  «Романовы. Преданность и предательство»  (историческая драма о последних годах жизни династии), в работе …

## Фильмография - короткий вариант

### Режиссёр
- 1995 — Я иду искать (короткометражный)
- 2002 — Красный стрептоцид (короткометражный)
- 2005 — Первый после Бога
- 2005 — Зеркальные войны. Отражение первое
- 2009 — Морской патруль 2 (сериал)
- 2009 — Москва, я люблю тебя!, новелла «Этюд в светлых тонах»
- 2009 — 9 мая. Личное отношение, новелла «Слухач»
- 2011 — Костоправ (телесериал)
- 2017 — Аномалия
- 2017 — Не дождётесь
- 2018 — Атака мертвецов: Осовец (короткометражный)
- 2019 — Лев Яшин. Вратарь моей мечты
- 2021 — Герой 115

### Сценарист
- 2009 — Москва, я люблю тебя!, новелла «Этюд в светлых тонах»
- 2017 — Не дождётесь
- 2018 — Атака мертвецов: Осовец (короткометражный)

### Продюсер
- 2018 — Атака мертвецов: Осовец (короткометражный)

## Призы и награды
Реклама
Фестиваль «Святая Анна»
«Дебют Сталкер» на VIII МКФ «Сталкер», 2002
1-й приз рекламного фестиваля «Каннские львята», 2002
2-й приз рекламного фестиваля «Каннские львята», 2002
Лучший проморолик рекламного фестиваля «Каннские львята», 2002
3-й приз Московского международного фестиваля рекламы, 2002
Приз критики «Фестиваль фестивалей», 2003
Приз критики Киевского международного фестиваля рекламы, 2003

##### Фильм "Красный стрептоцид"
Приз «Дебют Сталкер» на VIII Международном правозащитном кинофестивале «Сталкер»— за короткометражный игровой фильм «Красный стрептоцид»
«Красный стрептоцид» - это кино, которое не кричит о боли, а показывает её через тишину и быт. Чигинский избегает пафоса, но добивается пронзительности (критика Кинопоиск)
«Фильм стоит включить в обязательную программу уроков истории. Он делает далёкую трагедию близкой» (отзыв)

##### Фильм "Первый после Бога"
«Самая зрелищная сцена» - MTV RussiaMovieAwards, номинация за эпизод торпедирования немецкого конвоя. 
Признание зрителей: фильм занял 2-е место в рейтинге российских премьер 2005 года по сборам (уступив только «Турецкому гамбиту») 
Сериал «Морской патруль - 2»
Номинация на премию «ТЭФИ», в категории «Лучший телевизионный сериал» - проект отметили за оригинальный формат и зрелищность, но победу не     одержал.
Приз зрительских симпатий на фестивале «Киношок» (2009) — за популярность   среди аудитории и «летний» позитивный стиль.

##### Фильм «Мистика войны. От первого лица»
Диплом Международный кинофестиваль христианского кино «Невская благовест»
Фильм «Мистика войны. От  первого лица»
Номинирован Открытый Всероссийский фестиваль «Соль земли»
Номинирован на XIV Севастопольский международный фестивале   документальных фильмов и телепрограмм «Победили вместе»